# Голощапов, Сергей Иванович
Сергей Иванович Голощапов (6 (18) июня 1882, посёлок Баньки (близ Павшина), Московский уезд, Московская губерния — 19 декабря 1937, Бутовский полигон, Московская область) — протоиерей Русской православной церкви.
Причислен к лику святых Русской православной церкви в 2000 году.

## Образование
Окончил Заиконоспасское духовное училище (1898), Московскую духовную семинарию (1904, Московскую духовную академию (1908, третьим в выпуске) со степенью кандидата богословия (тема кандидатского сочинения: «Божественность христианства»). Ученик преподавателя философии Михаила Осиповича Вержболовича. В 1908—1909 годах был профессорским стипендиатом в Московской духовной академии.

## Преподаватель
С 1909 года — помощник инспектора Московской духовной семинарии. Одновременно с августа 1910 года — преподаватель Московской духовной семинарии по кафедре философии, логики и психологии, с 1913 года классный воспитатель. Был болен туберкулёзом, прошёл курс лечения кумысом в Башкирии. С 1914 года также преподавал на курсах при Покровской общине сестер милосердия в Москве. В марте 1916 года представил в Совет академии магистерскую диссертацию на тему «Бог во плоти» («Божественные черты в лице и учении Господа нашего Иисуса Христа»).
В 1917—1918 годах — делопроизводитель отдела о высшем церковном управлении Поместного собора.
В 1918 году читал лекции на курсах политпросвета Военизированной охраны. В 1918—1926 годах преподавал русский язык и литературу в средней школе 2-й ступени, затем вышел на пенсию по инвалидности. 
С февраля 1920 года — диакон, с мая 1920 года — иерей. Решение о рукоположении принял после беседы с Патриархом Тихоном. В 1920—1923 годы — настоятель храма святителя Николая в Покровском (у Покровского моста). Во внебогослужебное время работал над созданием приходской школы, в которой верующие могли бы изучать Священное Писание, церковный устав, духовное пение. С 1921 года — протоиерей.
С 1921 года преподавал систематическую философию в действовавшей неофициально Московской духовной академии, приват-доцент.
С 1922 года без зачисления в штат служил в храме Никольского единоверческого монастыря, где в это время был настоятелем его товарищ по духовной академии епископ Никанор (Кудрявцев).
С 1925 (или 1926) года — настоятель храма в честь Грузинской иконы Божией Матери в Никитниках (созданного в приделе закрытого Троицкого храма). Стремился восстановить традиции строго уставной службы. Архимандрит Сергий (Савельев), бывший в молодости прихожанином этого храма, позднее вспоминал:

Под большие праздники совершались «всенощные бдения». Это означало, что мы начинали службу около десяти часов вечера и оканчивали в пять-шесть утра. Хотя внешнее убожество наших богослужений в такие праздничные дни было особенно очевидно, но мы его не видели. Теплота соборной молитвы все преображала, нищета раскрывалась богатством, а души наши преисполнялись светлой радости. По окончании службы была братская трапеза. Она была убога, так, кое-что, но и в ней сладость духовная была неизъяснимой. Она была отзвуком «вечери любви» первых христиан.

### Деятель «иосифлянского движения»
В 1927 году выступил с резкой критикой Декларации митрополита Сергия (Страгородского), предусматривавшей далеко идущие уступки советской власти. Вошёл в каноническое общение с митрополитом Иосифом (Петровых). Храм в честь Грузинской иконы Божией Матери был закрыт 30 сентября 1929 года.
4 октября 1929 года был заключён в Бутырскую тюрьму. По статье 58-10 приговорён к трём годам ИТЛ, срок заключения отбывал в Соловецком лагере особого назначения. Находился на общих работах, где тяжело заболел (сердечный приступ и сыпной тиф). Находился на лечении в санитарной части лагеря, затем работал помощником провизора (как знающий латинский язык) и лекарским помощником. В 1932 году выслан в город Мезень Северного края, куда также сослали и его жену. Семья жила в бедности за счёт частных уроков, изготовления и продажи бумажных цветов.
С 1934 года супруги Голощаповы жили в Муроме, затем — в Можайске. По воспоминаниям сына Павла,

О. Сергий, несмотря на тяжелейшие обстоятельства и почти полное отсутствие перспективы на улучшение в будущем, не только не падал духом, но постоянно поддерживал его у всех, кто соприкасался с ним в этот период. В крохотной каморке, которую он снимал в Можайске, он устроил себе маленький алтарь, перед которым совершал утренние и вечерние службы, где горячо молился за всех страждущих и обремененных.

## Последний арест и мученическая кончина
7 декабря 1937 года был арестован на своей квартире во время совершения всенощной. 9 декабря 1937 года было составлено обвинительное заключение, в котором говорилось, что обвиняемый «имел при себе церковное облачение и тайно ходил по домам, совершая религиозные обряды и вместе с этим вел к.-р. агитацию… Виновным себя не признал, но достаточно уличается показаниями свидетеля Евстигнеева». 16 декабря был приговорён к расстрелу Тройкой УНКВД по Московской области. 19 декабря расстрелян на Бутовском полигоне.
Решением Священного Синода Русской православной церкви от 27 декабря 2000 года имя протоиерея Сергия Голощапова включено в Собор святых новомучеников и исповедников Российских XX века.

## Семья
- Отец, Иван Александрович, был художником по тканям на Знаменской мануфактуре. По болезни лишился работы, семья бедствовала, но её объединяла и укрепляла глубокая религиозность.
- Жена (с 1908 года) — Ольга Борисовна Кормер (1885—1963)[2]. Её мать Прасковья Абрамовна Гольдберг (1854—1938), которая жила с семьёй Голощаповых, — была дочерью крупного московского мануфактурщика, купца первой гильдии Абрама Симховича Гольдберга, чьё имение располагалось в Алексеевском, где жили Голощаповы[3].
  - Сын — Павел (1916—?), соавтор биографической работы о своём отце.
- Племянниками его жены были литератор Николай Эрдман и художник Борис Эрдман.

## Труды
- Радостная песнь Боговоплощения (Размышление пред праздником Рождества Христова) // Душеполезное чтение. 1905. № 12.
- Учение Св. Писания о кончине мира и предположение новейших учёных о запустении или же разрушении Земли и окружающих её небесных тел // Душеполезное чтение. 1908, № 10, 11, 12.
- Православное богослужение и его значение для обновления религиозно-церковной жизни. СПб, 1909.
- Апостол Христов (Личные воспоминания об отце Иоанне Кронштадтском) // Московские церковные ведомости. 1910. № 48.
- Памяти дорогого и незабвенного учителя Михаила Осиповича Вержболовича. М., 1912.
- Вера в чудеса с точки зрения современной богословской науки // Вера и Разум, 1912. № 5, 6, 8.